# Richard Pohl

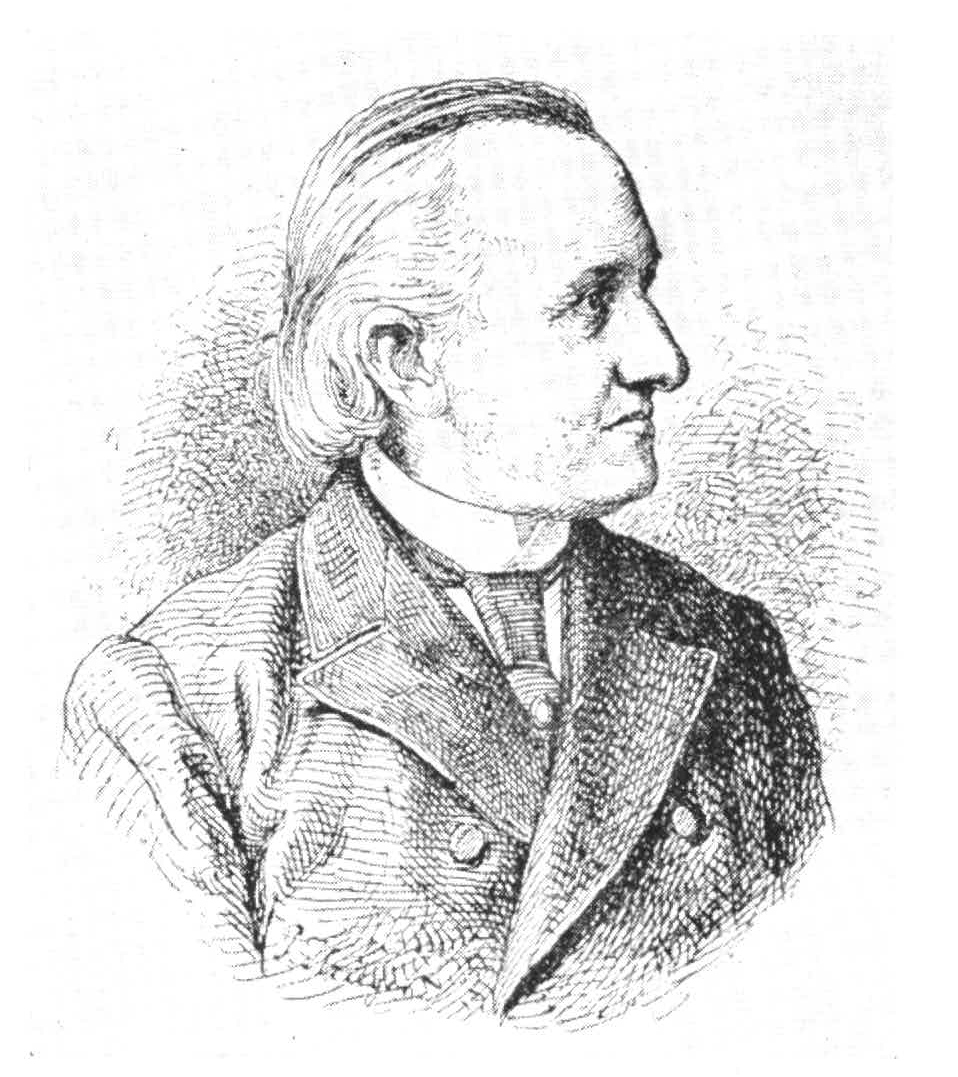
Richard Pohl.

Richard Pohl, född 12 september 1826 i Leipzig, död 17 december 1896 i Baden-Baden, var en tysk musikvetare. 
Pohl studerade naturvetenskap, filosofi och musik, var lärare i Graz, Dresden och Weimar, där han livligt umgicks med Franz Liszt. Han utgav tillsammans med Franz Brendel 1856–60 "Anregungen für Kunst und Wissenschaft", deltog i redaktionen av "Neue Zeitschrift für Musik" samt flyttade 1864 till Baden-Baden som redaktör för "Badeblatt". 
Pohl var en av de ivrigaste anhängarna av den nya tyska riktningen och var speciellt lisztian. Han utgav bland annat Akustische Briefe für Musiker und Musikfreunde (1853), Richard Wagner (1883), Franz Liszt (1883), Hector Berlioz (1884) och en översättning av Berlioz skrifter (fyra band, 1864). Han var även vitterlekare samt komponerade ballader, visor, melodramen Die Wallfahrt nach Kevelaer och instrumentalstycken. 